# Jean van den Bosch
Jean van den Bosch (Brussel·les, 5 d'agost de 1898 - Sint-Jans-Molenbeek, 1 de juliol de 1985) va ser un ciclista belga que va prendre part en els Jocs Olímpics de París de 1924.
Va guanyar la medalla de plata en la contrarellotge per equips, formant equip amb Henri Hoevenaers i Alphonse Parfondry, i la de bronze en persecució per equips, formant equip amb Léonard Daghelinckx, Henri Hoevenaers i Fernand Saive. A la contrarellotge individual finalitzà en desena posició.